# Nagła śmierć łóżeczkowa
Śmierć łóżeczkowa, zespół nagłego zgonu niemowląt, SIDS (od ang. sudden infant death syndrome) – nagła śmierć pozornie zdrowego niemowlęcia w czasie snu.

## Etiologia
Przyczynami nagłej śmierci łóżeczkowej są:
- niedobór serotoniny
- bezdech, występujący u każdego niemowlęcia i zwykle niegroźny; jednak jeśli się przedłuża, rodzice powinni zareagować
- wady serca dziecka
- ucisk tętnicy kręgowej − jeśli główka dziecka zbyt mocno się odchyli, gdy leży ono na brzuchu, może dojść do zablokowania dopływu krwi do mózgu
- genetyczne podłoże choroby, o czym mogą świadczyć wcześniejsze przypadki w rodzinie
- zakażenie bakteriami, na przykład pałeczką okrężnicy.

## Czynniki ryzyka i czynniki chroniące
Czynnikami ryzyka są:
- młody wiek matki – poniżej 19 lat
- wcześniejsze kilkukrotne poronienia
- układanie do snu na brzuchu lub na boku
- śmierć łóżeczkowa u rodzeństwa
- nadużywanie narkotyków, kawy lub papierosów przez matkę
- bierne palenie[1]
- wcześniactwo
- okres zimowy – czyli czas obniżonej temperatury i zwiększonej liczby infekcji bakteryjnych
- miękka poduszka.

Nie wykazano negatywnego związku przyczynowo-skutkowego między szczepieniami a występowaniem zespołu nagłej śmierci łóżeczkowej, a szczepienie skojarzone przeciwko błonicy, krztuścowi i tężcowi obniża to ryzyko.
Czynnikami ochronnymi są:
- pozycja snu na plecach[5]
- wspólny pokój z rodzicami, lecz osobne łóżko[6]
- podawanie smoczka[6]
- sztywny materac bez podgłówka i brak poduszki
- używanie śpiworka dla niemowląt zamiast kołder, koców i innych elementów pościeli.